# 天河立交
天河立交位于中国广州市，是连接天河路和广州大道中的一座4层式钢筋混凝土立交桥。
立交桥底层是小型车辆、非机动车及行人专用环形道，直径91米，其中小型车道、非机动车道共宽7米，人行道宽5米，高2.8米；第二层为机动车道转盘，转盘直径55米，高5米，转盘内有8条各8米宽的匝道连通各路口；第三层是广州大道南北向高架路，全长639.88 米、宽16米，双向4车道，高4.5米，其南端与中山一立交第三层相连；第四层是天河路东西向高架路，全长678.4米、宽16米、双向4车道。
工程于1985年9月建成通车，因地处天河路，故名天河立交，总投资2500万元。
23°8′11.77″N 113°18′36.42″E / 23.1366028°N 113.3101167°E